# Barbara Heeb
Barbara Heeb (Altstätten, 13 de febrer de 1969) va ser una ciclista suïssa. Del seu palmarès destaca sobretot el Campionat del món en ruta, i diferents campionats nacionals. Va participar en tres Jocs Olímpics.

## Palmarès
- 1990
  -  Campiona de Suïssa en ruta
- 1995
  -  Campiona de Suïssa en ruta
- 1996
  -  Campiona del Món en ruta
  -  Campiona de Suïssa en contrarellotge
  - 1a al Memorial Michela Fanini i vencedora d'una etapa
  - Vencedora d'una etapa a la Gracia ČEZ-EDĚ
- 1997
  -  Campiona de Suïssa en contrarellotge
  - 1a a la Volta a Nuremberg
  - Vencedora d'una etapa al Tour ciclista femení
  - Vencedora d'una etapa a la Gracia ČEZ-EDĚ
  - Vencedora d'una etapa a la Volta a Turíngia
- 1998
  -  Campiona de Suïssa en ruta
  - 1a a la Volta a Nuremberg
  - Vencedora d'una etapa al Gran Bucle